# ちんちん電車 (随筆)
ちんちん電車（ちんちんでんしゃ）は、獅子文六が1966年（昭和41年）に発表した随筆集である。

## 作品の概要と出版状況
1966年、東京の路面電車の廃止が決まり、獅子文六は、東京に市街電車が開通した1903年（明治36年）、慶應幼稚舎在学中だった頃から寄宿舎からの里帰りにしばしば乗っていた「ちんちん電車」への愛惜をこめて、当時の電車にまつわる逸話を、大正、昭和時代の風俗、街並み等を回想しながら17章にわたって綴った。
「ちんちん電車」は1966年、吉岡堅二と六浦光雄が挿絵、原弘が装幀を担当し、書き下ろしの単行本として朝日新聞社から出版された。1970年代から長らく絶版状態にあったが、2006年、河出書房新社から再出版され、大正、昭和時代の東京の交通事情や路面電車の有り様を今に伝える名随筆として親しまれている。

## 収録作品タイトル
タイトルの表記は原書に拠る。
1. なぜ都電が好きなのか
2. “ちんちん”の由来
3. 品川というところ
4. 泉岳寺－札の辻
5. 芝浦
6. 東京港－新橋
7. 新橋－銀座
8. 銀座－京橋
9. 日本橋
10. 続・日本橋
11. 神田から黒門町
12. 広小路－池の端
13. 山下－公園
14. 上野－浅草
15. 六区今昔
16. 観音堂と周辺
17. 電車唱歌

## 出版記録
- 1966年（昭和41年）　朝日新聞社　（単行本）
- 1968年（昭和43年）　同上　『獅子文六全集』第15巻
- 1979年（昭和54年）　新潮社　北杜夫編『乗らない・乗る・乗れば』に「“ちんちん”の由来」を掲載。
- 2006年（平成18年）　河出書房新社　（文庫）

## 補足事項
- 河出書房新社からの再版にあたっては、朝日新聞社版の挿絵がそのまま再録された。